# Pouillé (Loir-et-Cher)
Pouillé is een gemeente in het Franse departement Loir-et-Cher (regio Centre-Val de Loire) en telt 754 inwoners (1999). De plaats maakt deel uit van het arrondissement Blois.

## Geschiedenis
In de Gallo-Romeinse periode stonden hier pottenbakkersateliers die verbonden waren met de vicus Tasciaca aan de overzijde van de Cher. Deze ateliers waren zo'n 150 jaar actief, tot het einde van de 3e eeuw. De geproduceerde keramiek werd vervoerd over de rivier.
In 1902 werd een brug over de Cher geopend die Pouillé verbond met Thésée. Tot dan werd gebruik gemaakt van een veerpont.

## Geografie
De oppervlakte van Pouillé bedraagt 18,0 km², de bevolkingsdichtheid is 41,9 inwoners per km². De gemeente ligt op de linkeroever van de Cher.
De onderstaande kaart toont de ligging van Pouillé (Loir-et-Cher) met de belangrijkste infrastructuur en aangrenzende gemeenten.

## Demografie
Onderstaande figuur toont het verloop van het inwonertal (bron: INSEE-tellingen).